# Thomas Vautor
Thomas Vautor fou un madrigalista anglès del segle xvii. S'ignoren detalls a la seva vida, llevat que va estar al servei del duc de Buckingham (George Villiers) i que hagué de sol·licitar de la Universitat d'Oxford, el grau de batxiller en música, només es tenen notícies de les seves obres que l'acrediten d'artista inspirat i original. Una part d'aquestes obres es troben incloses en el llibre de madrigals publicat per l'autor el 1619, amb el títol de First Set, Beeing songs of diuers Ayres and Natures, of Fiue and Sixe parts, Apt for Vyols and Voyces.